# 개신교 신학
개신교 신학은 11세기에서 12세기 교회의 대분열 이후 서방교회의 정치세력화와 제도권 교황중심주의자들의 심각한 부패와 사회정치적 문제를 극복하기 위해 서방교회 개혁 찬성파가 복음중심주의를 바탕으로 형성한 서방교회의 신학 전통이다. 서방교회 개혁의 반대파인 교황중심주의자는 현재의 천주교회가 되었고, 종교개혁 찬성파인 복음중심주의자는 현재의 개신교회가 되었다.
종교개혁 신학자들은 다섯 솔라를 강조함으로써 16세기에 서방교회에서 복음중심주의를 바탕으로 신학적 지평을 넓힌 신학을 구축하였다. 종교 개혁 시기에 활동한 루터, 츠빙글리, 칼뱅, 17세기의 개신교 정통주의, 경건주의 신학, 18세기의 웨슬리, 19세기와 20세기의 근대적 신학 등이 포함된다. 개신교 신학의 핵심은 추가적 교리를 형성하는 것이 아니라 성경을 근거로 기독교의 교리와 신학적 연구를 수행하는 것이다.
대한민국의 개신교 교단 신학의 주축을 구분하면 종교개혁 찬성파의 신학인 종교개혁 정신을 바탕으로 '칼뱅신학' 계열과 '웨슬리신학' 계열로 나뉜다. '칼뱅신학' 계열은 장로교회와 침례교회, 회중교회 등이고, '웨슬리신학' 계열은 감리교회, 성결교회, 구세군교회, 순복음교회 등이다. 칼뱅신학은 개혁주의적 신학으로 재건주의 성향을 보이며, 웨슬리 신학은 개신교 공교회주의적 신학으로 개선주의적 성향을 보인다. 루터교와 성공회의 신학도 공교회주의 신학으로 개선주의 성향이 있다. 개신교회에서 '재건주의' 신학은 16세기를 기점으로 당시 서방교회의 신학과 예식은 모두 잘못 되었으므로 부정하고, 초대교회 신학을 바탕으로 교회를 새롭게 형성해야 한다 주장하며, '개선주의' 신학은 16세기의 서방교회에서 공교회주의와 성경을 기준으로 잘못된 부분을 제거하고, 서방교회의 바른 전통을 존중하여 교회를 새롭게 형성해야 한다고 주장한다.

## 같이 보기
- 다섯 솔라
- 마르틴 루터
- 장 칼뱅
- 존 웨슬리
- 조직신학
- 종교개혁